# Martin Krpan (Vombergar)
 Martin Krpan  je satirična komedija Jožeta Vombergarja iz leta 1963. Izšla je leta 1966 v Buenos Airesu.

## Osebe
- Martin Krpan
- cesar Janez
- Kunigunda, cesarica
- Marjeta, cesarična
- Gregor, Jurij, Damijan, Vrban, Urh, ministri
- Miha, cesarski služabnik
- Jaka, cesarski kočijaž
- Peter Brdavs, divji velikan
- Frfra, Brdavsov služabnik
- Mirk, krajevni poglavar mejačev
- Jernač, nižji poglavar mejačev
- kovač, krčmar, glasnik
- dvor, stražarji, meščanska dekleta

Kraj: Dunaj

## Vsebina
1. dejanje: Cesar z ministri je v hudih skrbeh zaradi Brdavsovega divjanja. Ta po predrznem Frfri zahteva poleg zlata, konj in volov še cesarično. Dvor obupuje. Jaka se spomni, kako sta s cesarjem nekoč pozimi Krpana srečala; če kdo, bo Brdavsa ugnal Krpan. Brž pošljejo ponj.
2. dejanje: Mejači, ki jim je moral kovač zastonj podkovati konje, obkolijo Krpana, a boj se kajpak konča s Krpanovo zmago. Vtem prispeta cesarska sla z vabilom na Dunaj. Krpan je koj za to, da gre nad Brdavsa. Odpelje se, za njim jo naskrivaj mahneta Mirk in Jernač, ki bi se mu rada maščevala.
3. dejanje: Dvor nestrpno pričakuje junaka, ko pa ta pride, se takoj začne spotikati nad njim, češ da je neotesan; posebej jezna je cesarična, ki je obljubljena zmagovalcu za ženo, roti se, da bi rajši vzela Brdavsa kot Krpana. Brani ga le cesar, sklenil je bil, da ga naredi za svojega svetovalca. Užaljeni ministri se vedejo, kot da je Krpan poslan nadnje, ne nad Brdavsa, po tihem naklepajo zaroto zoper kmeta. Negodovanje na dvoru raste, cesarica je besna zaradi lipe, ki jo je Krpan posekal, ministrom se zdi zamalo, da mu noben cesarski konj ni dovolj dober … Ko prideta Mirk in Jernač tožit Krpana, ju nadvse radi poslušajo. Le Urh se upre, češ da so kot otroci, ki se igrajo nad prepadom. Njegovo svarilo zaleže, sklenejo, da bodo cesarju povedali o Krpanovih grehih šele po končanem dvoboju. Ko se razidejo, Vrban izgubi obtožnico, najde jo Miha, ki ima Krpana rad.
4. dejanje: Dvoboj na travniku pred mestom. Dvor in množica ljudstva živahno komentira dogajanje, še cesarična navdušeno občuduje močnega Krpana. Ko ta odreže Brdavsu glavo, mu ljudstvo navdušeno vzklika, dekleta se tepejo za junaka; a cesarična se ga ljubosumno polasti, slovesno ga odpeljejo v mesto. Ministri so preplašeni, prepirajo se med seboj in drug drugemu očitajo zaroto zoper Krpana.
5. dejanje: Gregor in Vrban pišeta novo obtožnico, od mejačev zahtevata, naj podpričata hujše obtožbe zoper Krpana kakor prvikrat. Toda mejača je strah, nič nočeta slišati o tem in rajši pobegneta domov. Medtem je pri cesarskih ogenj v strehi: cesarica zahteva od moža, da mora Krpana takoj pognati z dvora. Marjeta se postavi v bran za »ženina«, grozi, da bo skočila v Donavo, če ji ga ne dajo, cesarica grozi, da bo zapustila dvor – cesar ne ve, kje se ga drži glava. Krpan pride po slovo, hoče domov, saj ve, da so mu na dvoru gorki; tudi cesarični se odpove, všeč mu je, a kaj naj počne z njo na Vrhu, ko pa je drugačnega življenja vajena? Ker ve, da ga hočejo ministri tožiti cesarju, sam pove, da je tihotapec, cesarja prosi za listino, ki mu naj prizna pravico do tovorjenja. Cesar mu rad ustreže, sam minister Gregor mora napisati listino in udariti pečat. Krpan se lepo poslovi in odjezdi domov; cesarju je žal za njim, a obenem se mu odvali kamen od srca: svojo cesarsko besedo je sicer snedel, bo pa vsaj mir v hiši.